# Verjamem (партия)
Verjamem (словен. Verjamem, со словенского языка — «Я верю») — левоцентристская политическая партия Словении.
Создана в 2014 году, в 2022 году влилась в состав партии Социал-демократы Словении.
Идеологией партии являлись социал-демократия, защита окружающей среды, движение против жесткой экономии, евроскептицизм.
На выборах в Европейский парламент в 2014 году в Словении партия получила 10,46 % голосов, завоевав одно из восьми мест Словении в парламенте, которое занял лидер партии Игорь Шолтес, в союзе с Европейским свободным альянсом зеленых (Greens/EFA). 
Однако уже на парламентских выборах в Словении 13 июля 2014 г. партия набрала 0,78 % голосов и не получила ни одного места в парламенте.